# Tim Lappano
Tim Lappano (1957–) amerikai amerikaifutball-játékos és -edző, 2019-ben a Salt Lake Stallions támadókoordinátora.

## Játékosként
Spokane-ből származik, 1975-ben a Gonzaga Preparatory Schoolban érettségizett. 32-es mezszámát visszavonultatták.
1975 és 1979 között az Idaho Vandals játékosa volt. Harmadik éve előtti combizomsérülése miatt 1978-ban felfüggesztették, 1979-ben pedig visszatérő fejfájása miatt korlátozott ideig játszhatott. 1983-ban szerzett diplomát.

## Edzőként
1982 és 1985 között alma materében Dennis Erickson munkatársa volt, akit a Wyoming Cowboyshoz és a Washington State Cougarshoz is követett; 1991-ben utóbbi csapat támadókoordinátorává léptették elő. 1992-ben a California Golden Bearshez távozott, 1997-ben pedig a Purdue Boilermakers edzője lett. 1999 és 2002 között az Oregon State Beaversnél újra Ericksonnal dolgozott együtt.
2018-ban az újonnan megalakult Alliance of American Football-beli Salt Lake Stallions támadókoordinátorává nevezték ki.

## Eredményei vezetőedzőként
| Év                                           | Eredmény                                     | Eredmény                                     |
| Év                                           | Összesített                                  | Konferencia                                  |
| Georgia State Panthers (Sun Belt Conference) | Georgia State Panthers (Sun Belt Conference) | Georgia State Panthers (Sun Belt Conference) |
| -------------------------------------------- | -------------------------------------------- | -------------------------------------------- |
| 2016                                         | 1–1                                          | 1–1                                          |

## Fordítás
- Ez a szócikk részben vagy egészben  a   Tim Lappano című angol Wikipédia-szócikk ezen változatának fordításán alapul.  Az eredeti cikk szerkesztőit annak laptörténete sorolja fel. Ez a jelzés csupán a megfogalmazás eredetét és a szerzői jogokat jelzi, nem szolgál a cikkben szereplő információk forrásmegjelöléseként.